# Brasil Open de Pólo Aquático de 2017
O Brasil Open de Pólo Aquático de 2017 foi a 2ª edição deste torneio de pólo aquático masculino do Brasil organizado pela Liga Brasileira de Pólo Aquático com a chancela da Confederação Brasileira de Desportos Aquáticos (CBDA). A competição ocorreu de 11 de junho a 18 de junho, com a fase final sendo disputada no Parque Aquático Maria Lenk. O Fluminense Football Club sagrou-se campeão do torneio.

## Participantes
| Equipe        | Cidade         | Estado | Títulos        |
| ------------- | -------------- | ------ | -------------- |
| Botafogo      | Rio de Janeiro | RJ     | 0 (não possui) |
| Flamengo      | Rio de Janeiro | RJ     | 0 (não possui) |
| Fluminense    | Rio de Janeiro | RJ     | 0 (não possui) |
| Internacional | Santos         | SP     | 0 (não possui) |
| Paineiras     | São Paulo      | SP     | 0 (não possui) |
| Paulistano    | São Paulo      | SP     | 0 (não possui) |
| Pinheiros     | São Paulo      | SP     | 0 (não possui) |
| SESI          | São Paulo      | SP     | 0 (não possui) |

## Primeira Fase

### Grupo A
| Pos | Times         | Pts | J | V | E | D | GP | PC | SP  | Classificação ou rebaixamento   |
| --- | ------------- | --- | - | - | - | - | -- | -- | --- | ------------------------------- |
| 1   | Botafogo      | 6   | 3 | 3 | 0 | 0 | 40 | 8  | +32 | Classificados para a Fase final |
| 2   | Paineiras     | 3   | 3 | 1 | 1 | 1 | 27 | 29 | -2  | Classificados para a Fase final |
| 3   | SESI          | 3   | 3 | 1 | 1 | 1 | 20 | 22 | -2  | Classificados para a Fase final |
| 4   | Internacional | 0   | 3 | 0 | 0 | 3 | 10 | 38 | -28 | Classificados para a Fase final |

### Grupo B
| Pos | Times      | Pts | J | V | E | D | GP | PC | SP  | Classificação ou rebaixamento   |
| --- | ---------- | --- | - | - | - | - | -- | -- | --- | ------------------------------- |
| 1   | Fluminense | 5   | 3 | 2 | 1 | 0 | 29 | 18 | +11 | Classificados para a Fase final |
| 2   | Flamengo   | 4   | 3 | 2 | 0 | 1 | 20 | 20 | 0   | Classificados para a Fase final |
| 3   | Pinheiros  | 3   | 3 | 1 | 1 | 1 | 32 | 21 | +11 | Classificados para a Fase final |
| 4   | Paulistano | 0   | 3 | 0 | 0 | 3 | 19 | 41 | -22 | Classificados para a Fase final |

## Fase Final
|  | Quartas-de-Finais        | Quartas-de-Finais        |                          |           | Semifinais     | Semifinais     |  |  | Final                    | Final |
|  |                          |                          |                          |           |                |                |  |  |                          |       |
|  | Maria Lenk - 16 de junho |                          |                          |           |                |                |  |  |                          |       |
|  |                          |                          |                          |           |                |                |  |  |                          |       |
|  | Botafogo                 | 11                       |                          |           |                |                |  |  |                          |       |
|  | Botafogo                 | 11                       | Maria Lenk - 17 de junho |           |                |                |  |  |                          |       |
|  | Paulistano               | 5                        |                          |           |                |                |  |  |                          |       |
|  | Paulistano               | 5                        | Botafogo                 | 9         |                |                |  |  |                          |       |
|  | Maria Lenk - 16 de junho |                          | Botafogo                 | 9         |                |                |  |  |                          |       |
|  |                          | SESI                     | 6                        |           |                |                |  |  |                          |       |
|  | Flamengo                 | SESI                     | 6                        | 7         |                |                |  |  |                          |       |
|  | Flamengo                 |                          | Maria Lenk - 18 de junho | 7         |                |                |  |  |                          |       |
|  | SESI                     | 8                        |                          |           |                |                |  |  |                          |       |
|  | SESI                     | 8                        | Botafogo                 | 9         |                |                |  |  |                          |       |
|  | Maria Lenk - 16 de junho |                          | Botafogo                 | 9         |                |                |  |  |                          |       |
|  |                          | Fluminense               | 12                       |           |                |                |  |  |                          |       |
|  | Fluminense               | Fluminense               | 12                       | 20        |                |                |  |  |                          |       |
|  | Fluminense               | Maria Lenk - 17 de junho |                          | 20        |                |                |  |  |                          |       |
|  | Internacional            | 4                        |                          |           |                |                |  |  |                          |       |
|  | Internacional            | 4                        | Fluminense               | 16        | Terceiro lugar | Terceiro lugar |  |  |                          |       |
|  | Maria Lenk - 16 de junho |                          | Fluminense               | 16        | Terceiro lugar | Terceiro lugar |  |  |                          |       |
|  |                          | Pinheiros                | 14                       |           |                |                |  |  |                          |       |
|  | Paineiras                | Pinheiros                | 14                       | 10        | SESI           | 11             |  |  |                          |       |
|  | Paineiras                |                          |                          | 10        | SESI           | 11             |  |  |                          |       |
|  | Pinheiros                | 12                       |                          | Pinheiros | 12             |                |  |  |                          |       |
|  | Pinheiros                | 12                       |                          |           | 12             |                |  |  |                          |       |
|  |                          |                          |                          |           |                |                |  |  | Maria Lenk - 18 de junho |       |
|  |                          |                          |                          |           |                |                |  |  |                          |       |

## Premiação
| Brasil Open de Polo Aquático de 2017 |
| ------------------------------------ |
| FLUMINENSE Campeão (1º Título)       |